# Dal-Regiment
Das Dal-Regiment (Schwedisch: Dalregementet), auch als I 13 bezeichnet, ist ein Infanterieregiment der schwedischen Armee. Die Soldaten des Regiments wurden ursprünglich über das Einteilungswerk aus der Provinz Dalarna rekrutiert und wurden in ihre Heimaten stationiert. Es wurde 2000 deaktiviert und 2021 reaktiviert.

## Geschichte
Das Dal-Regiment stammt von den Fähnlein, die ab 1542 in Dalarna aufgestellt wurden. Im 1612 verpflichtete sich die Provinz Dalarna, jedes Jahr 900 Mann im Dienst des Königs zu halten, um die zwangsmäßige Aushebung zu vermeiden. Diese wurden 1617 mit anderen Fähnlein zum großen Landesregiment von Uppland zusammengelegt. Als der König wegen des schlechten Zustandes der Truppe eine neue Aushebung vornehmen wollte, verpflichteten sich die Einwohner Dalarna im 1621, 1400 Mann ständig unter Waffen zu halten. In den Jahren 1623–1628 wurde das Landesregiment in drei Landschaftsregimenter aufgeteilt, wobei 1625 das Dal-Regiment gebildet wurde. Später wurden 200 Mann an Västmanland-Regiment überführt.
Das Regiment war bis 1901 ein Infanterie-Regiment rekrutiert durch das Einteilungswerk. Mit der Einführung der allgemeinen Wehrpflicht im Jahr 1901 wurde es das Stammregiment für zuerst ein, dann zwei Feldinfanterieregimenter. Mit der Einführung der Brigadeorganisation in der schwedischen Heer im 1948 wurde es ein Stamm- und Ausbildungs-Regiment, verantwortlich für die Ausbildung der Infanterie- und Jäger-Bataillone von zwei Brigaden (deren Kern die beiden ehemaligen Feldregimenter bildeten) – Dalabrigaden und Kopparbergsbrigaden – und war auch für die Mobilisierung dieser Brigaden verantwortlich. Von 1973 wurden der Regimentskommando I 13 und das Verteidigungsbezirkskommando Fo 53 zum einen Kommando, I13/Fo53, vereinigt. Das Regiment wurde 2000 deaktiviert und 2021 reaktiviert.
In den Jahren 1995–1996 organisierte das Regiment der Bataillon BA 05 der Implementation Force in Bosnien. Sie war die erste schwedische Truppe die unter NATO-Kommando operierte.

## Reaktivierung
Samstag, 23. Oktober 2021, besuchte S.M. der König Falun, um das Dal-Regiment I 13, offiziell zu reaktivieren. Bei der Zeremonie, an der auch der Oberbefehlshaber und der Verteidigungsminister teilnahmen, sagte der König unter anderem: «Ich bin überzeugt, dass das Dal-Regiment zu einer anhaltenden positiven Entwicklung von Falun und Dalarna beitragen wird, und bitte euch allen, die jetzt das Regiment organisieren und aufbauen werden, meine herzlichsten Glückwünsche auszudrücken. Hiermit erkläre ich das Dal-Regiment I 13 für neu aufgestellt! Lassen Sie die Fahne des Dal-Regiment zurückgeben.»
Der Standort wird sich in der Nähe des aktuellen Schießstandes und Übungsgeländes befinden. Es geht um den Bau neue Kasernen für Unterkunft, Dienstzimmer, Fahrzeuge und Geräte. Bis zur Fertigstellung des neuen Regimentsgeländes gilt der Mietvertrag zwischen dem Amt für Militärische Liegenschaften und der staatlichen Baugesellschaft SBB für das alte Sanatorium in Högbo. Dort finden heute die Ausbildungsaktivitäten des Regiments statt, einschließlich Unterkünften, Ausbildungsräumen, Büros, Küchen und einem Speisesaal. Der Übungs- und Schießplatz Falun wird weiterhin für Waffenübungen und andere militärische Übungen genutzt. Das Dal-Regiment mietet bis auf Weiteres ebenfalls vorübergehend Räumlichkeiten über das Amt für Militärische Liegenschaften im alten Regimentsgelände.

## Ausbildungs- und Mobilisierungsauftrag
Die Ausbildungs- und Mobilisierungsauftrags des Regiments umfasst Territorial-Schützenbataillone der Zentrale Militärregion zum Sicherung der Verbindungen nach Oslo und zum Schutz wichtiger Gesamtverteidigungseinrichtungen auszubilden.
Mit der Reaktivierung des Dal-Regiment wird die Wehrpflichtausbildung bei der Dalregementsgruppe ab Herbst 2022 auf das Regiment übertragen. Die Dalregementsgruppe konzentrierte sich dann stattdessen ganz auf den Erhalt und die weitere Ausbildung des 17. Heimwehrbataillon/Dalabataljonen. Ab Herbst 2022 wird die Zahl der Wehrpflichtigen, die ihre Grundausbildung in Falun absolvieren, auf ca. 150 erhöht. Danach wird die Zahl der Wehrpflichtigen schrittweise auf ca. 250 im Jahr 2028 erhöht.
Im Ausbildungsjahr 2024/25 werden 194 Wehrpflichtige in folgenden Ausbildungszweigen ausgebildet: Kettenfahrzeugfahrer, Feuerleitsoldat, Fahrzeugführer, Granatwerfer-Soldat, Koch, Logistiksoldat, Logistiksoldat (Staffelführer), Mechaniker, Schütze, Krankentransportsoldat und Sanitäter.

## Heimwehr
17. Heimwehrbataillon/Dalabataljonen, eine Heimatschutzbataillon, mit etwa 700 freiwilligen Reservisten, löst die Heimatschutzaufgaben für Dalarnas län. Es ist Organisiert in drei Kompanien, eine leichte Fliegerstaffel, eine Pionierzug, eine Granatwerfer-Zug, sowie Musikkorps und Bataillonsstab mit Kommandozug. Das Bataillon wird betreut und ausgebildet von Dalregementsgruppen, eine Heimwehr-Ausbildungsgruppe für Dalarnas län. Neben ihrer Unterstützung der Heimwehr, ausbildet, entwickelt und unterhält der Dalregementsgruppe die Heimwehr-Jugend, und unterstützt die Aktivitäten der freiwilligen Verteidigungsorganisationen in Dalarna.

## Sportsoldaten
Die schwedische Armee wird das System mit wehrpflichtigen Sportsoldaten wiedereinführen. Das Ziel ist, Leute für die Armee zu gewinnen und jungen Menschen die Möglichkeit zu geben, ihre sportlichen Spitzenleistungen mit der Wehrpflicht zu verbinden. Skilanglauf, Biathlon, Ski-Orientierungslauf, Orientierungslauf und Sportschießen werden die Sportarten sein, deren Sportler den Vorteil haben werden, ihren Wehrdienst als Sportsoldaten ableisten zu können. Das Dal-Regiments ist die erste Verband, die mit Sportsoldaten beginnen wird, und Langlaufen wird zur ersten Sportart. Das passt gut, denn Falun ist Sitz des Reichsskistadions am Lugnet.

## Bildergalerie

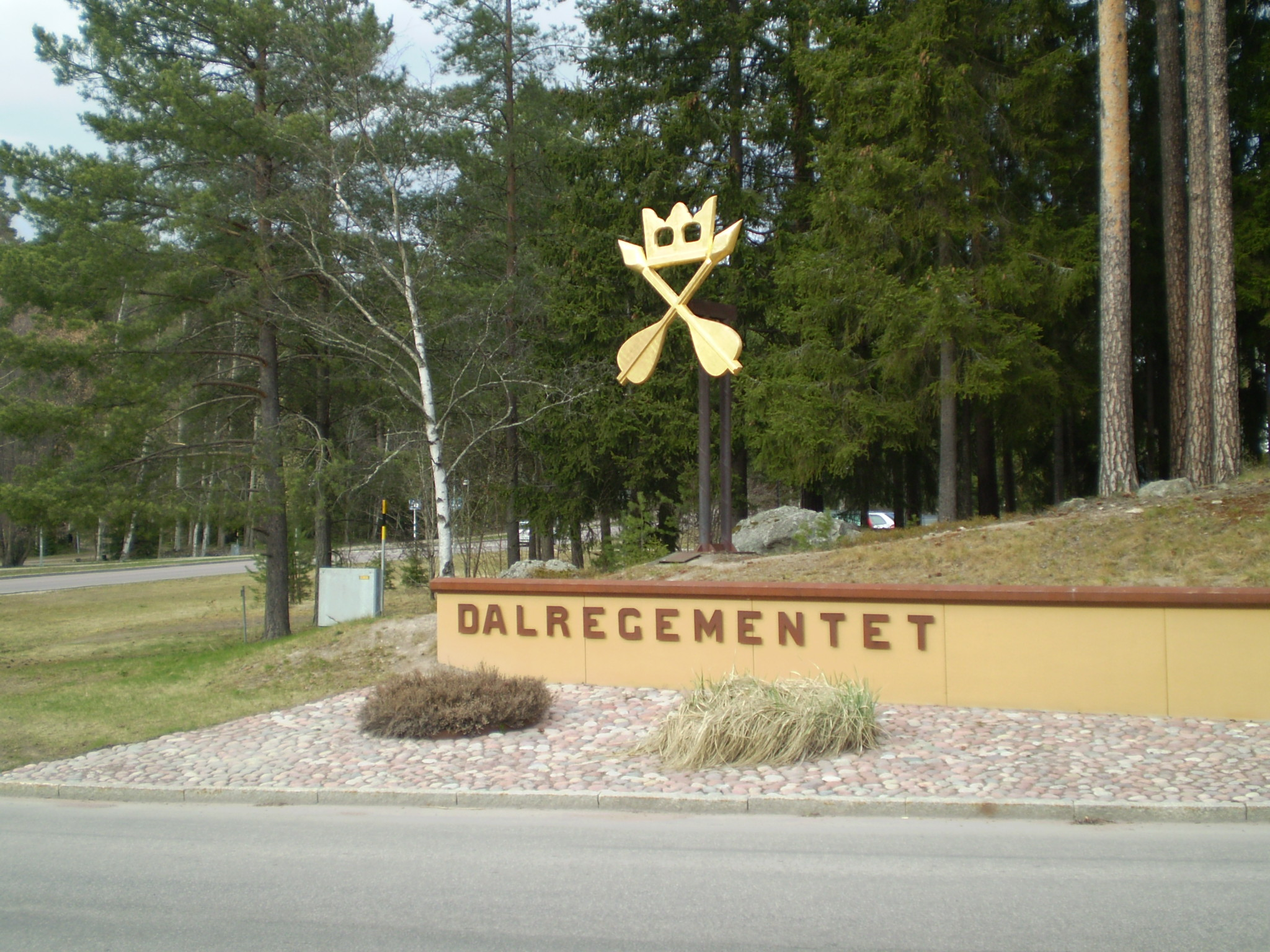
Verbandsabzeichen am Eingang zum ehemaligen Regimentsgelände.
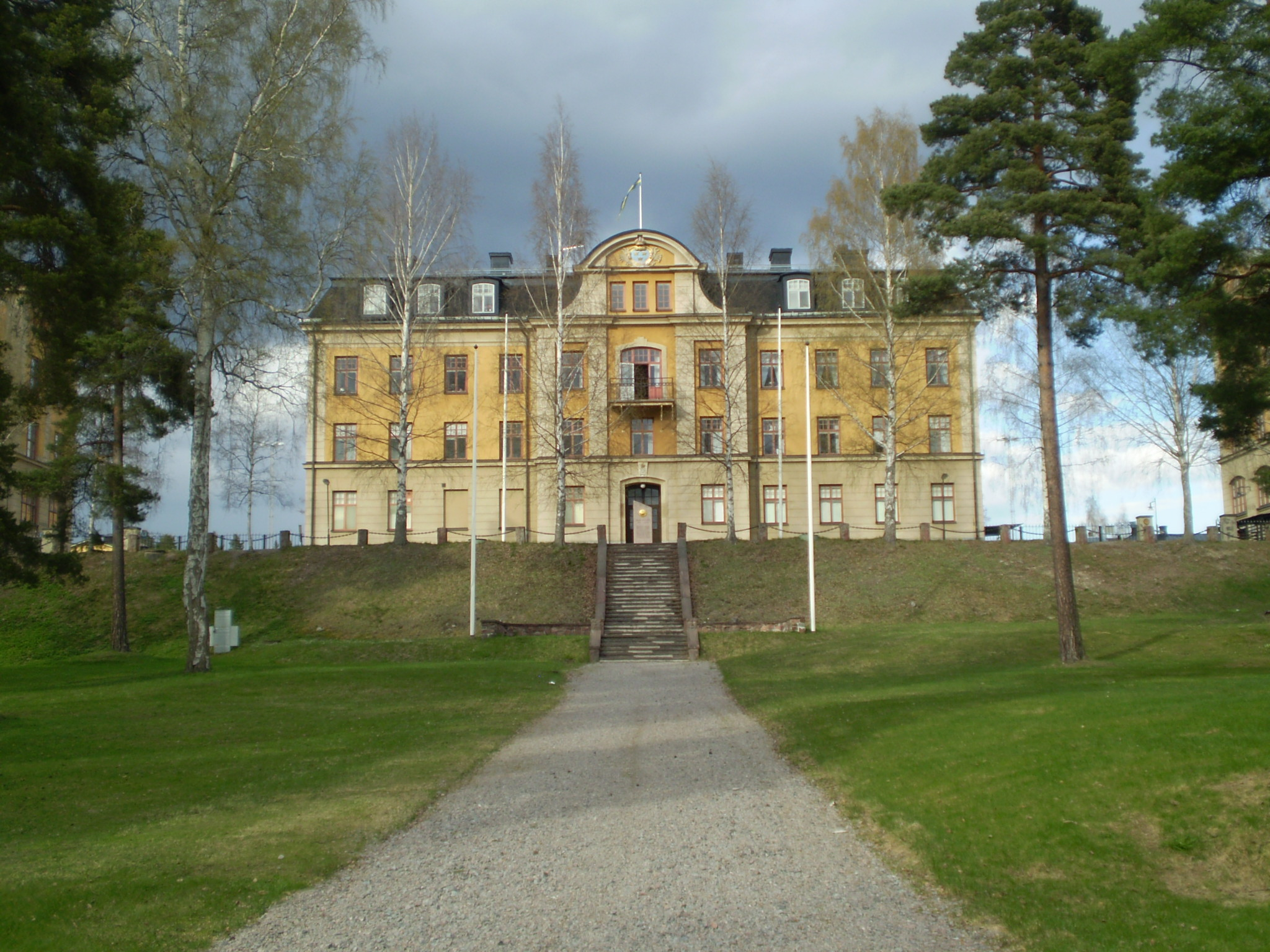
Ehemalige Stabsgebäude.
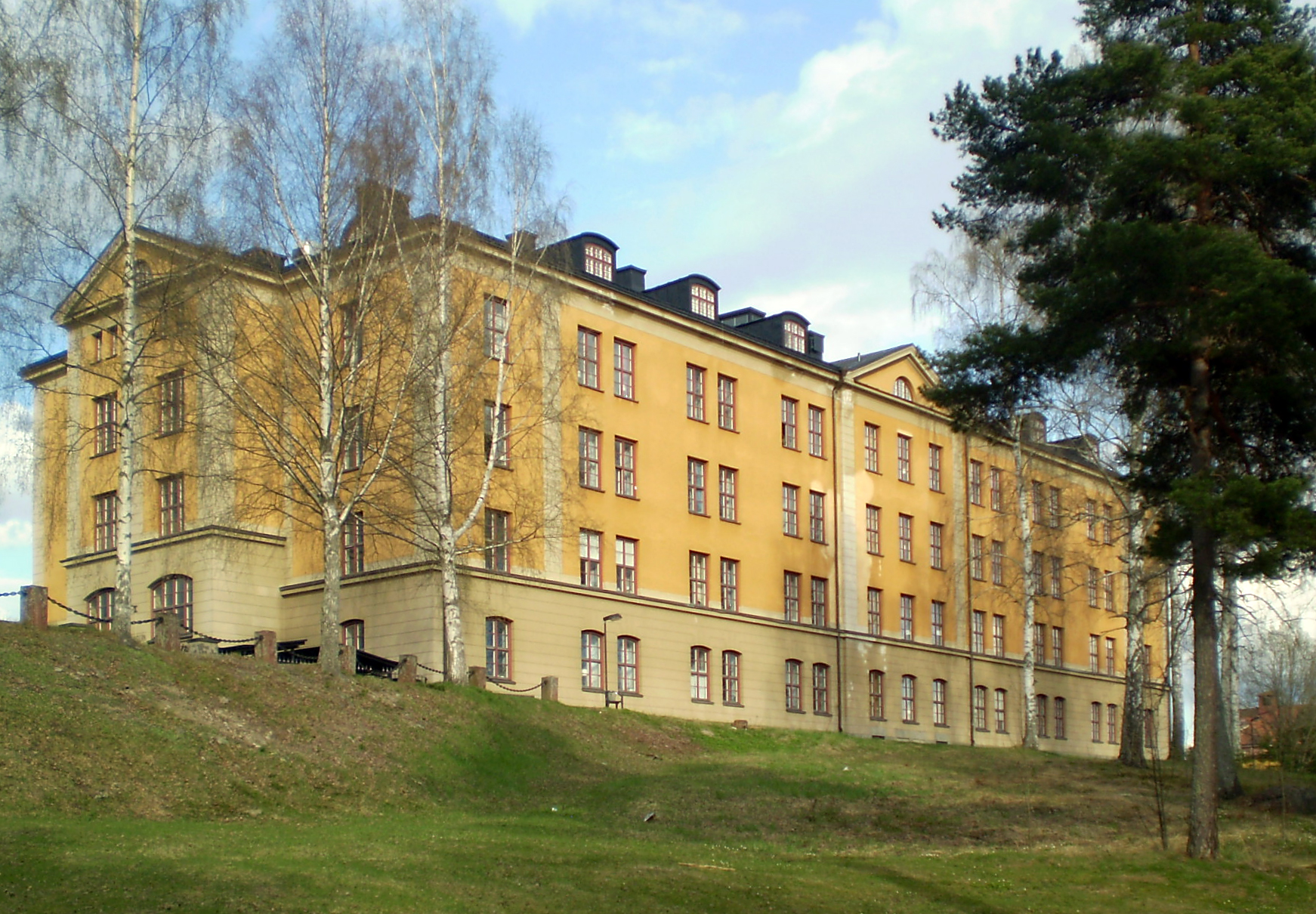
Ehemalige B-Kaserne.
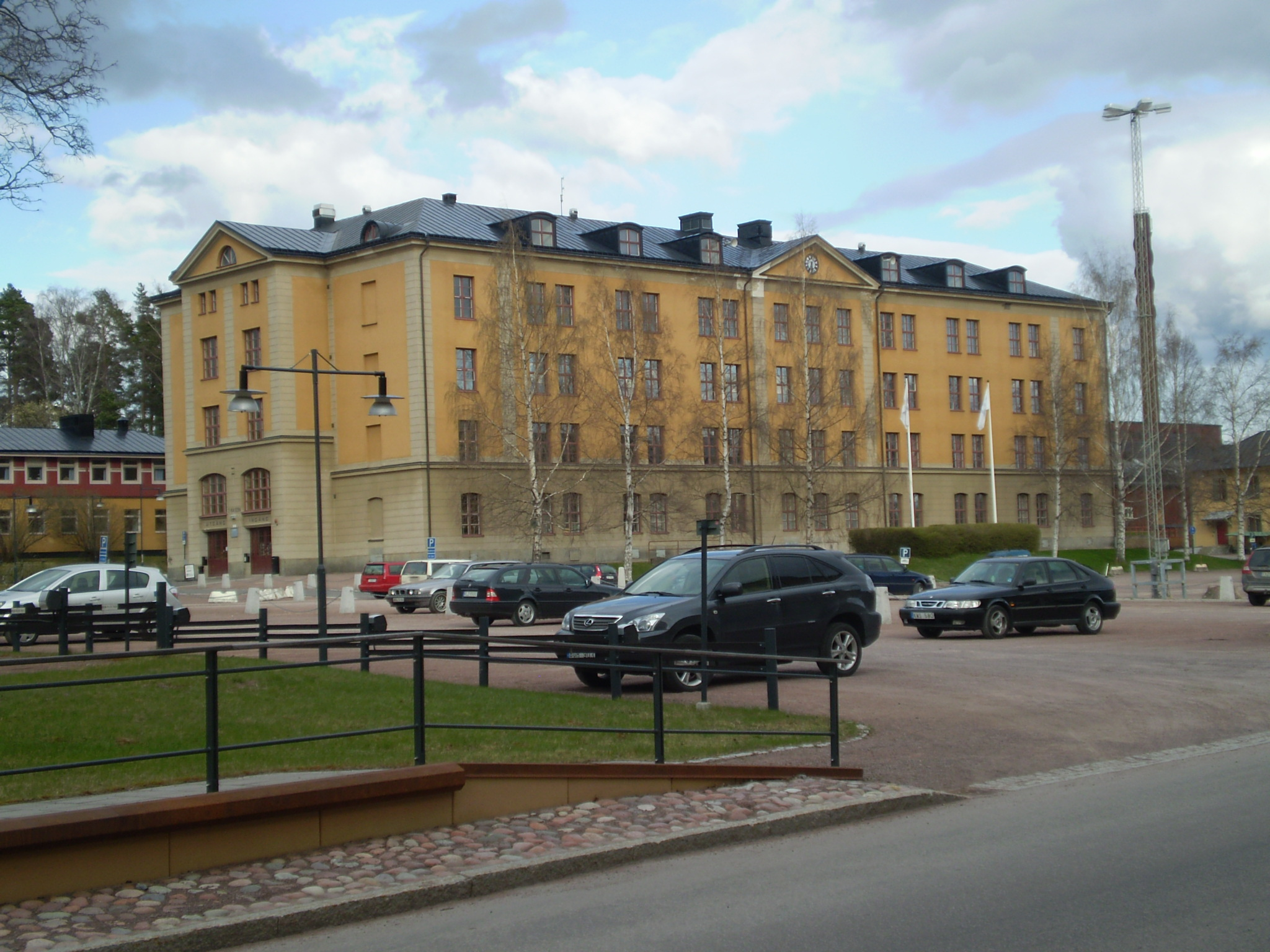
Ehemalige C-Kaserne.
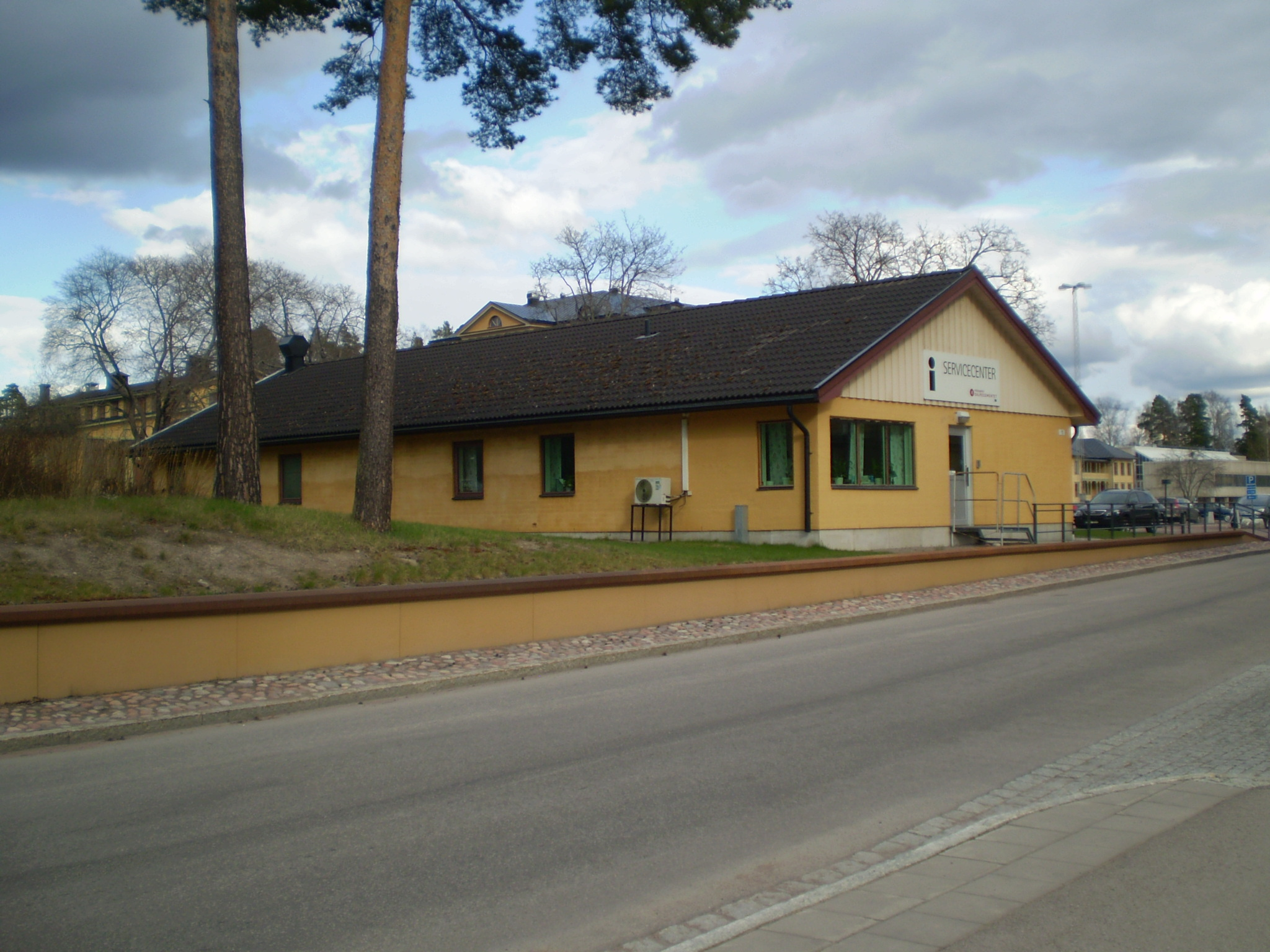
Ehemalige Wachgebäude.
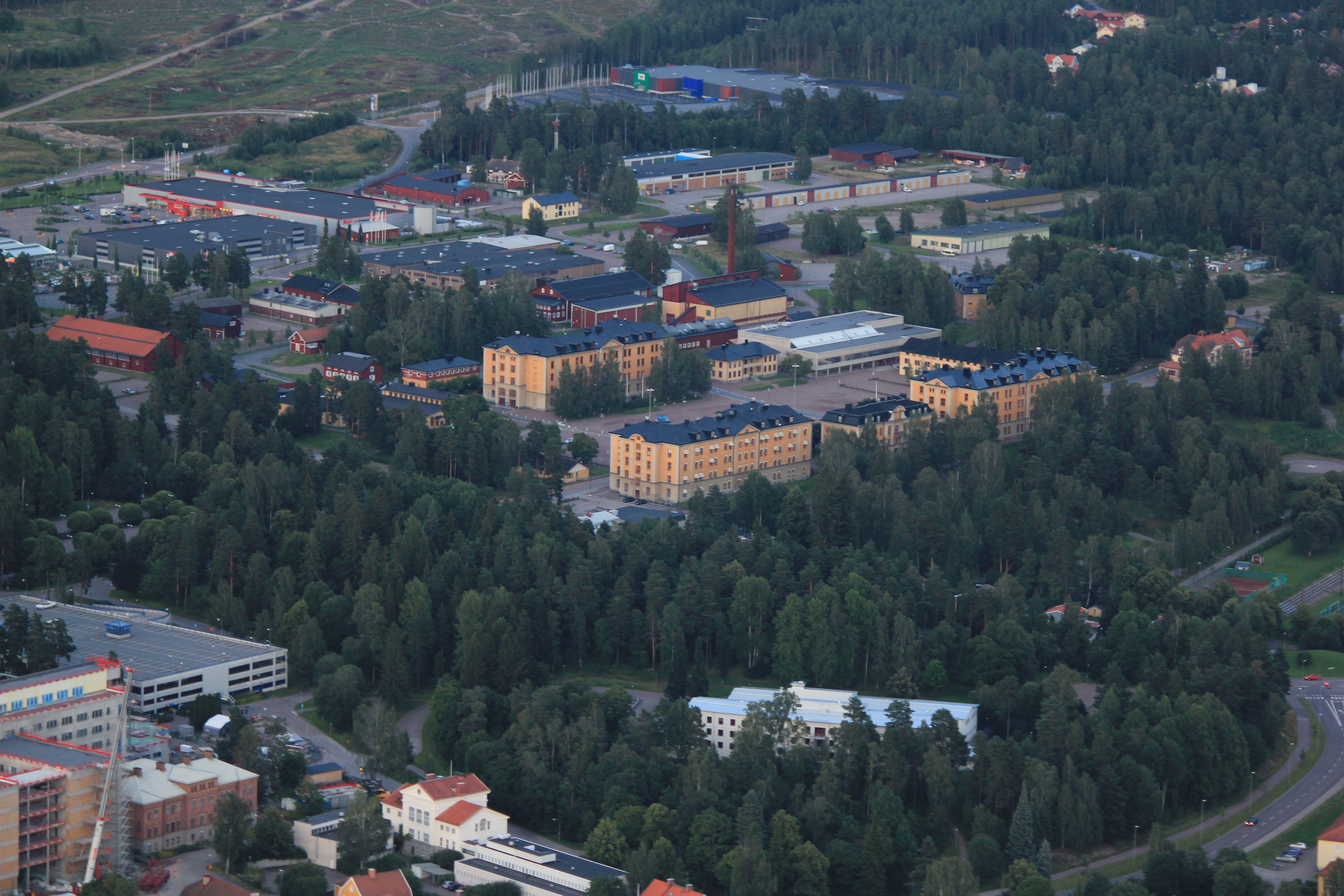
Luftbild von Regimentsgelände (2012).
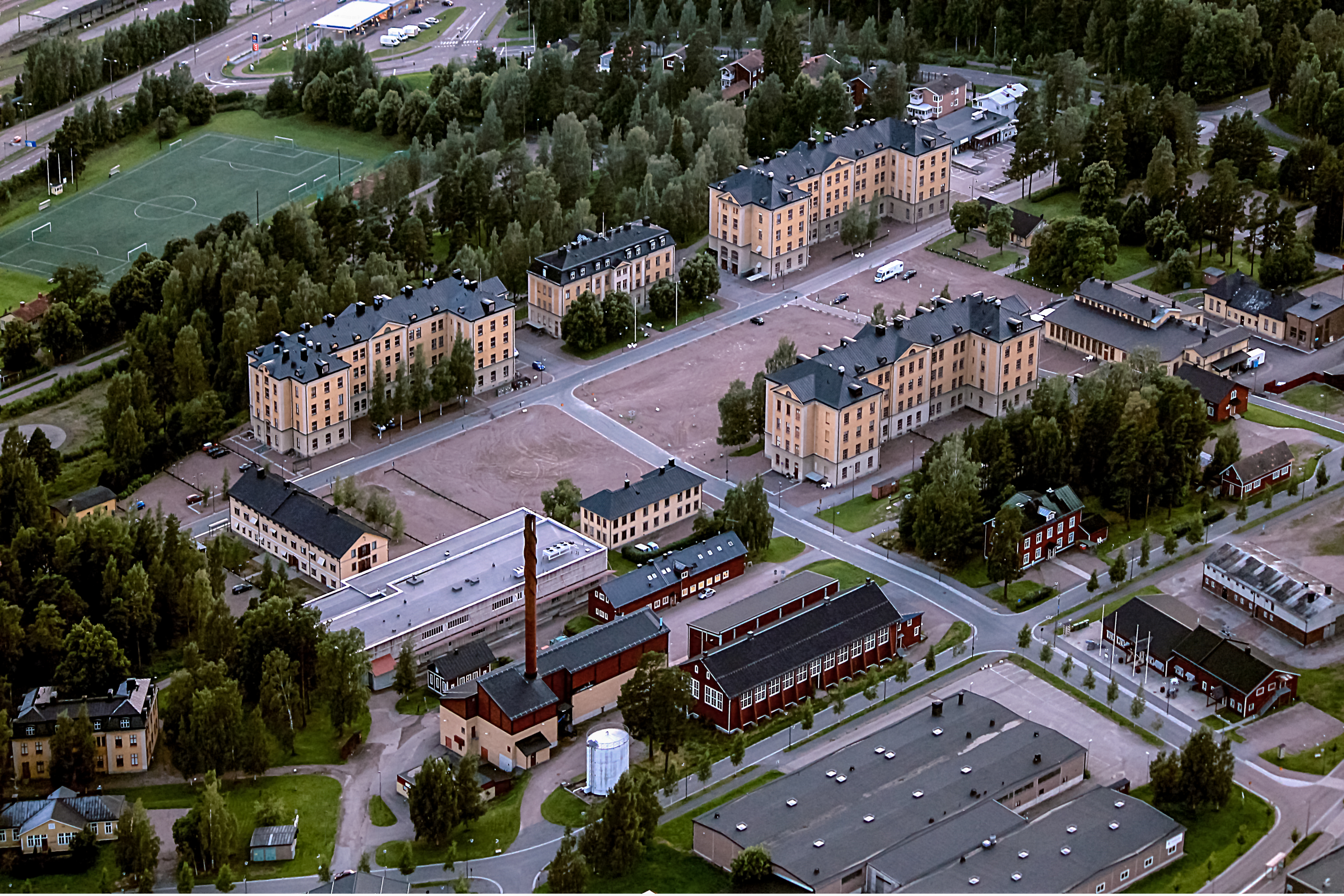
Luftbild von Regimentsgelände (2012).
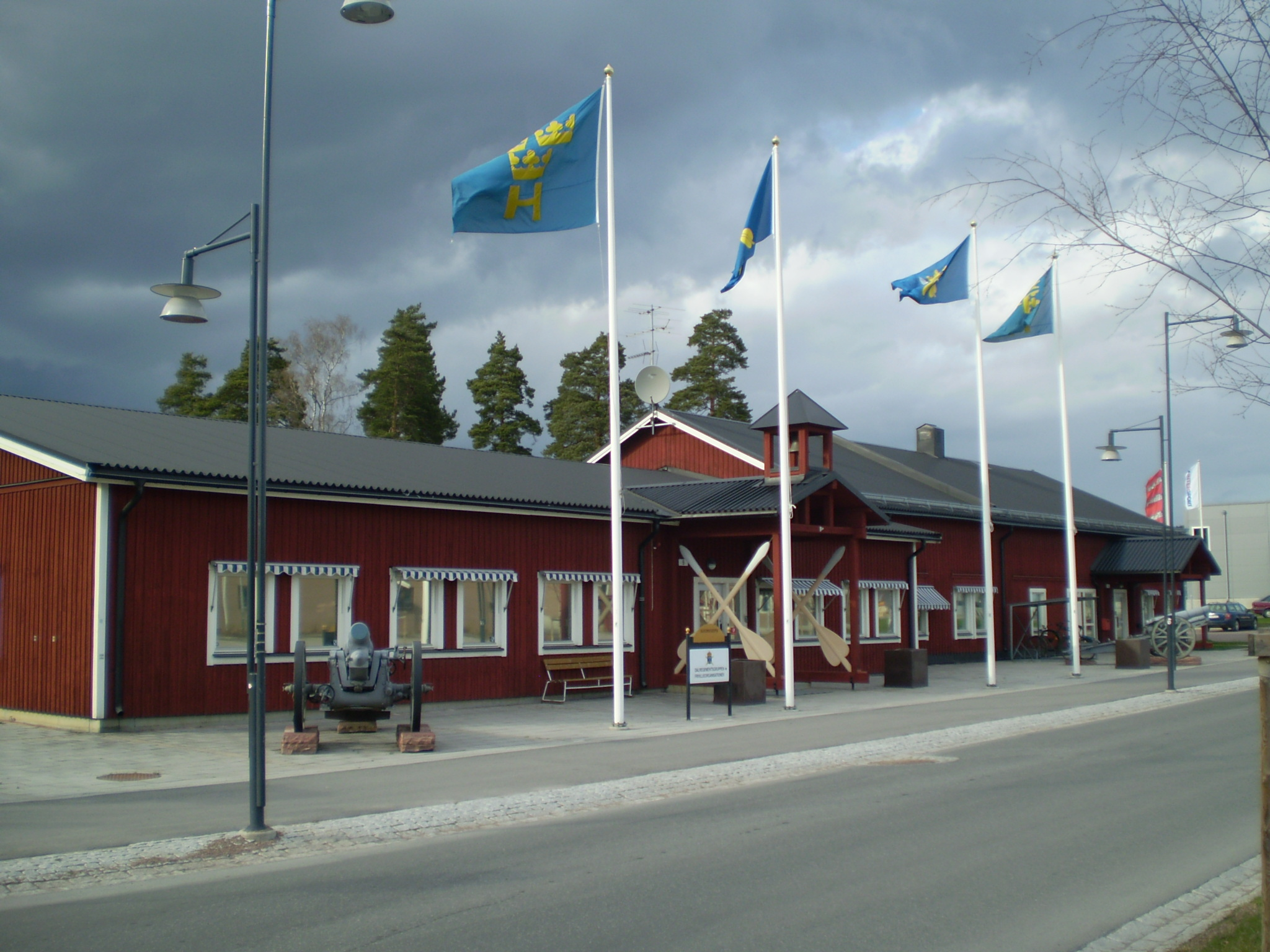
Heutige Stabsgebäude des Dalregementsgruppes.
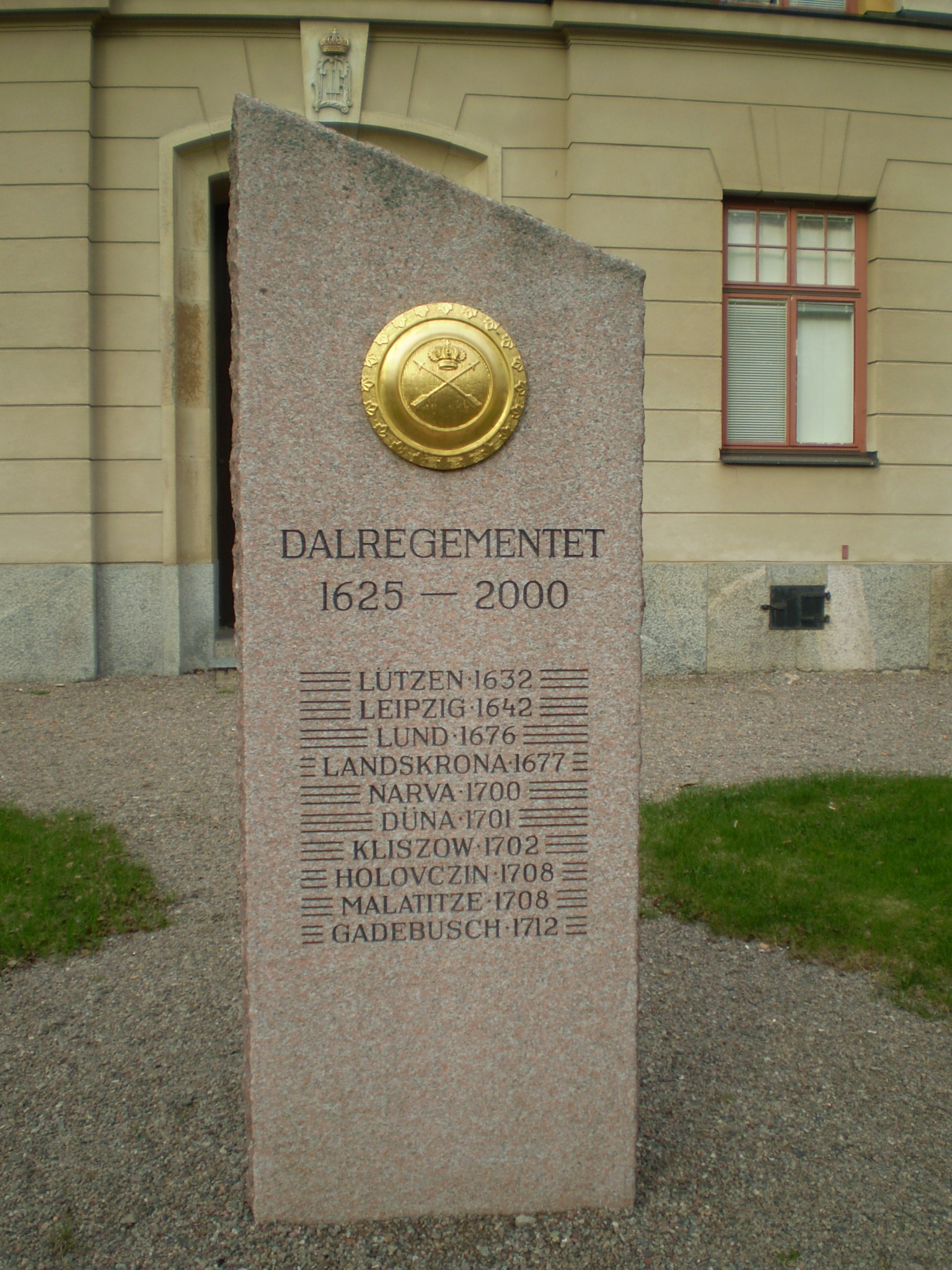
Regiments-Gedenkstein.
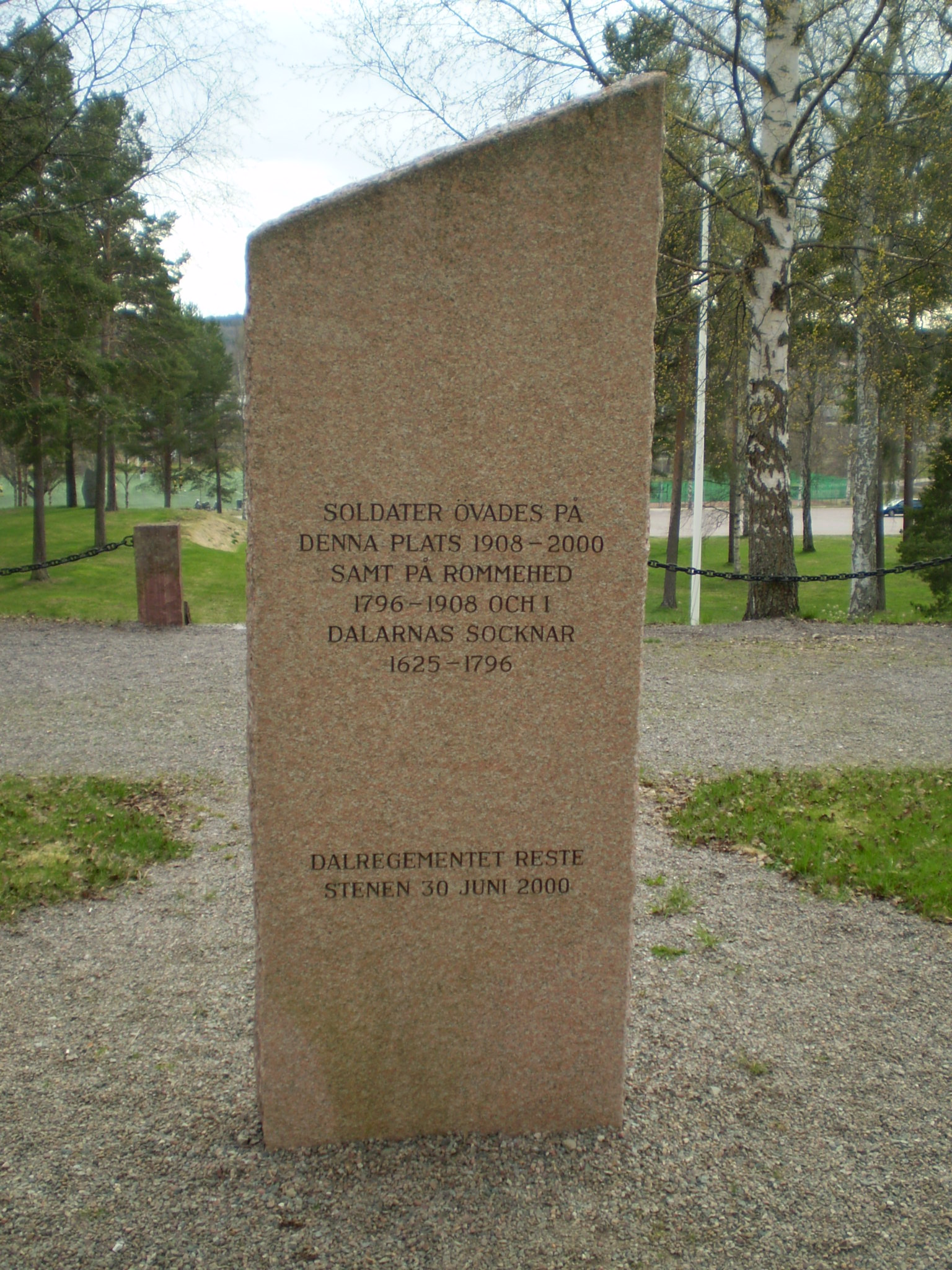
Gedenkstein über den verschiedenen Standorten des Regiments.
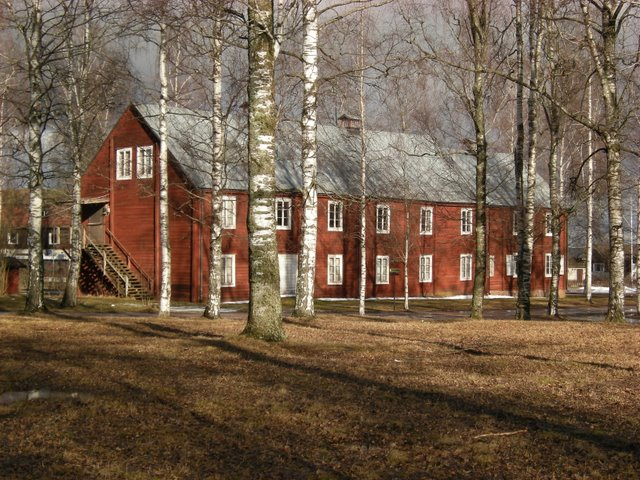
Bekleidungsmagazin in altem Standort Rommehed.
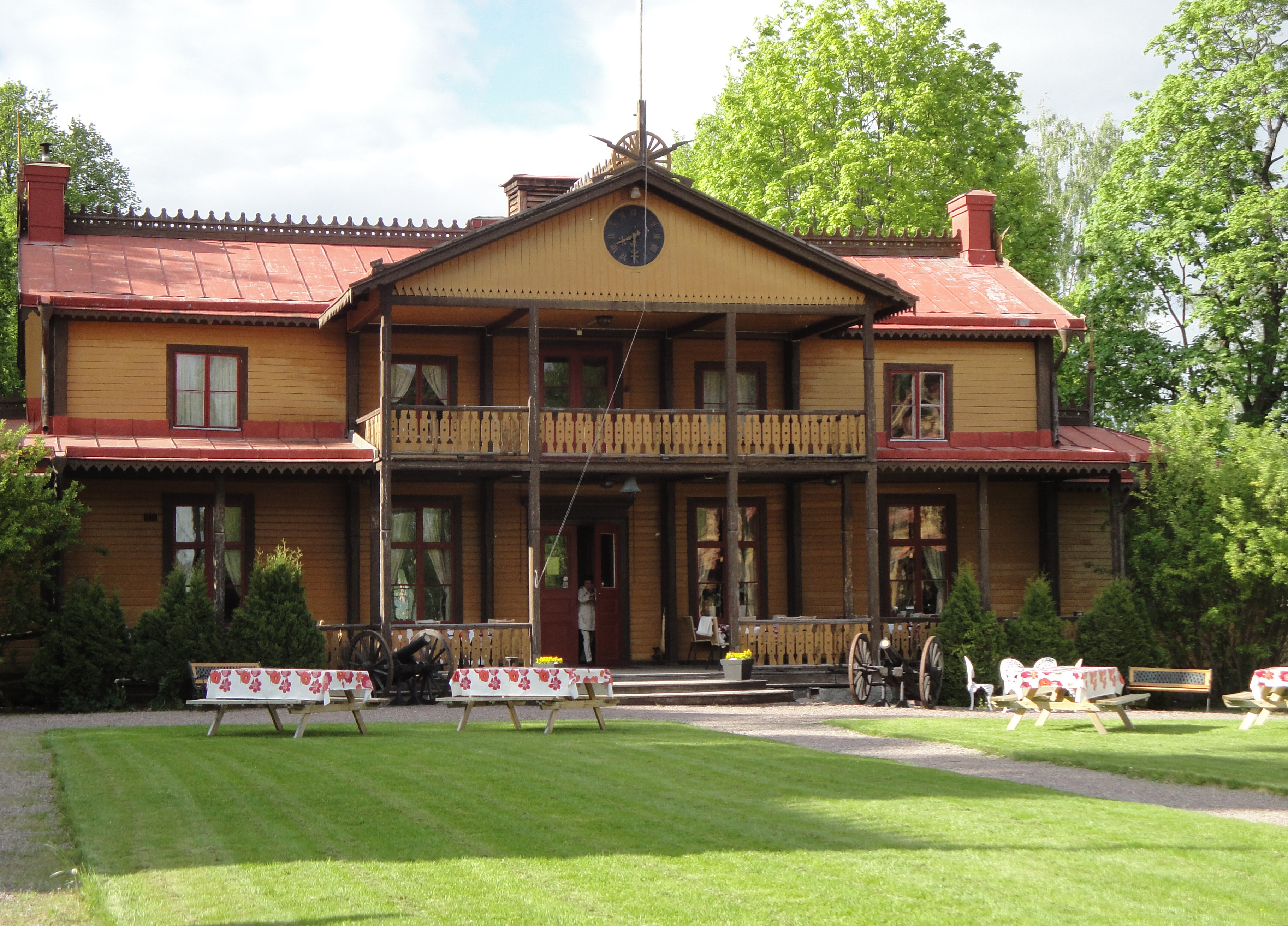
Offizierskasino in altem Standort Rommehed.
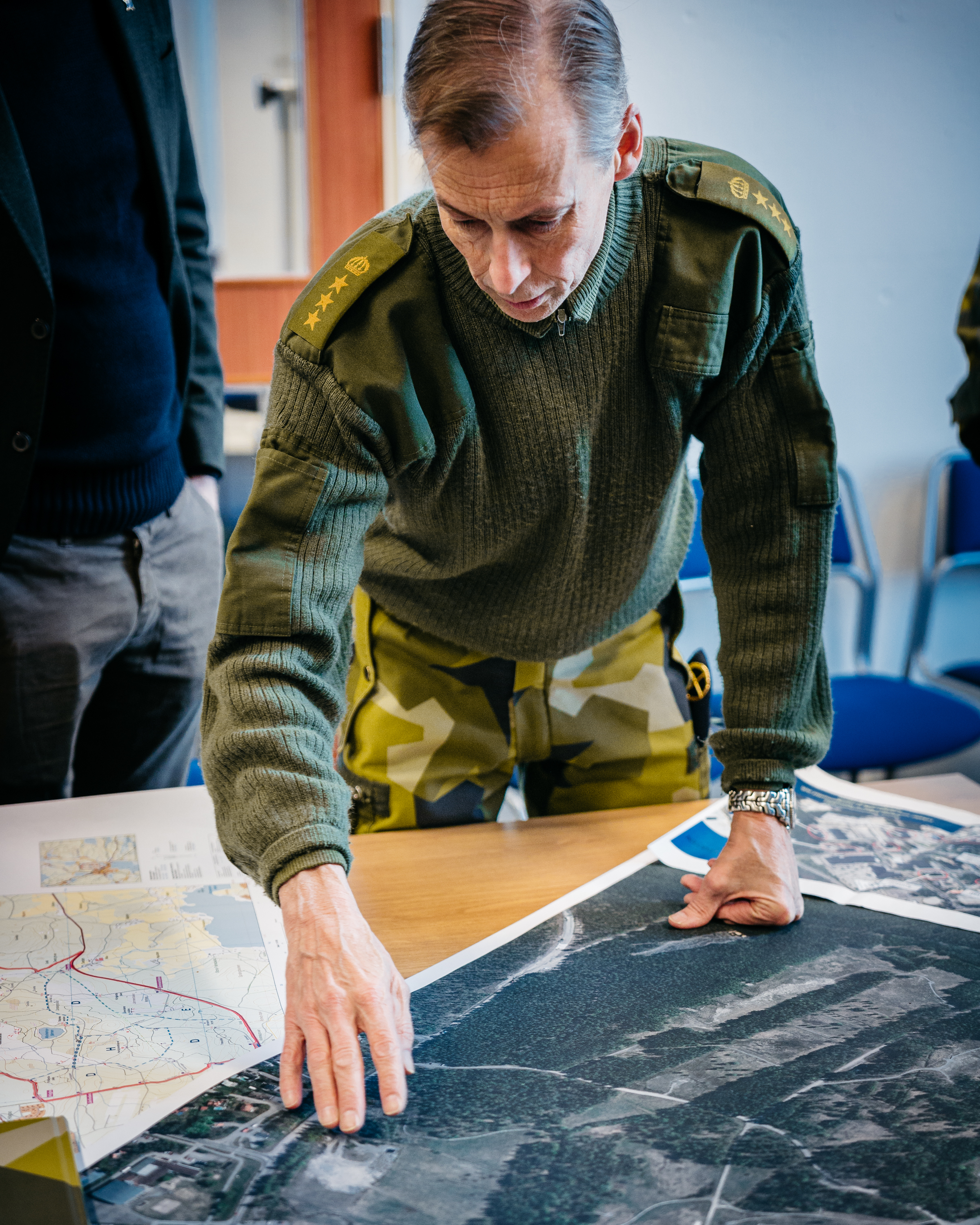
Oberst Ronny Modigs, erster Kdr. des reaktivierten Dal-Regiments

## Historische Uniformen

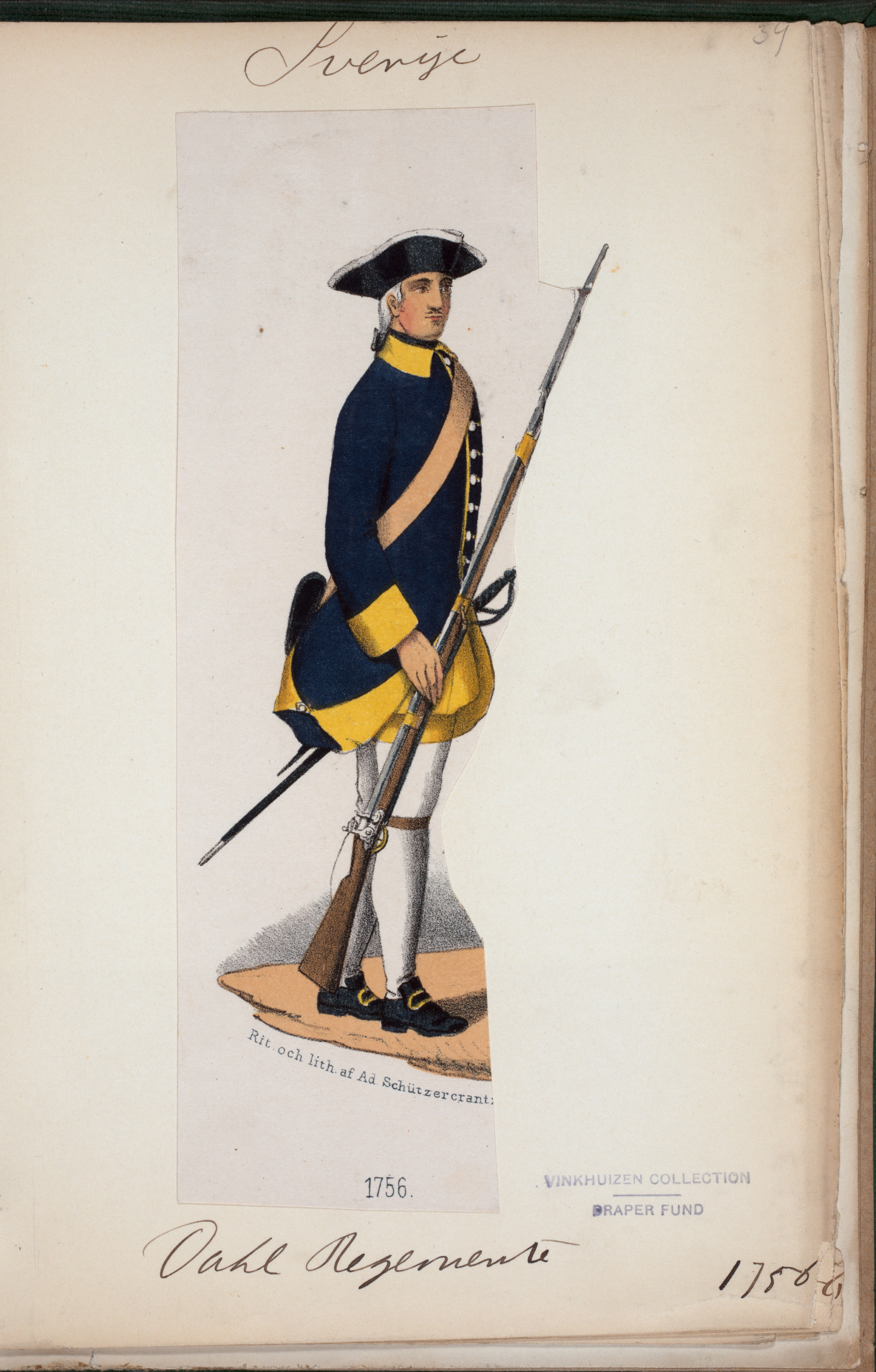
Siebenjähriger Krieg
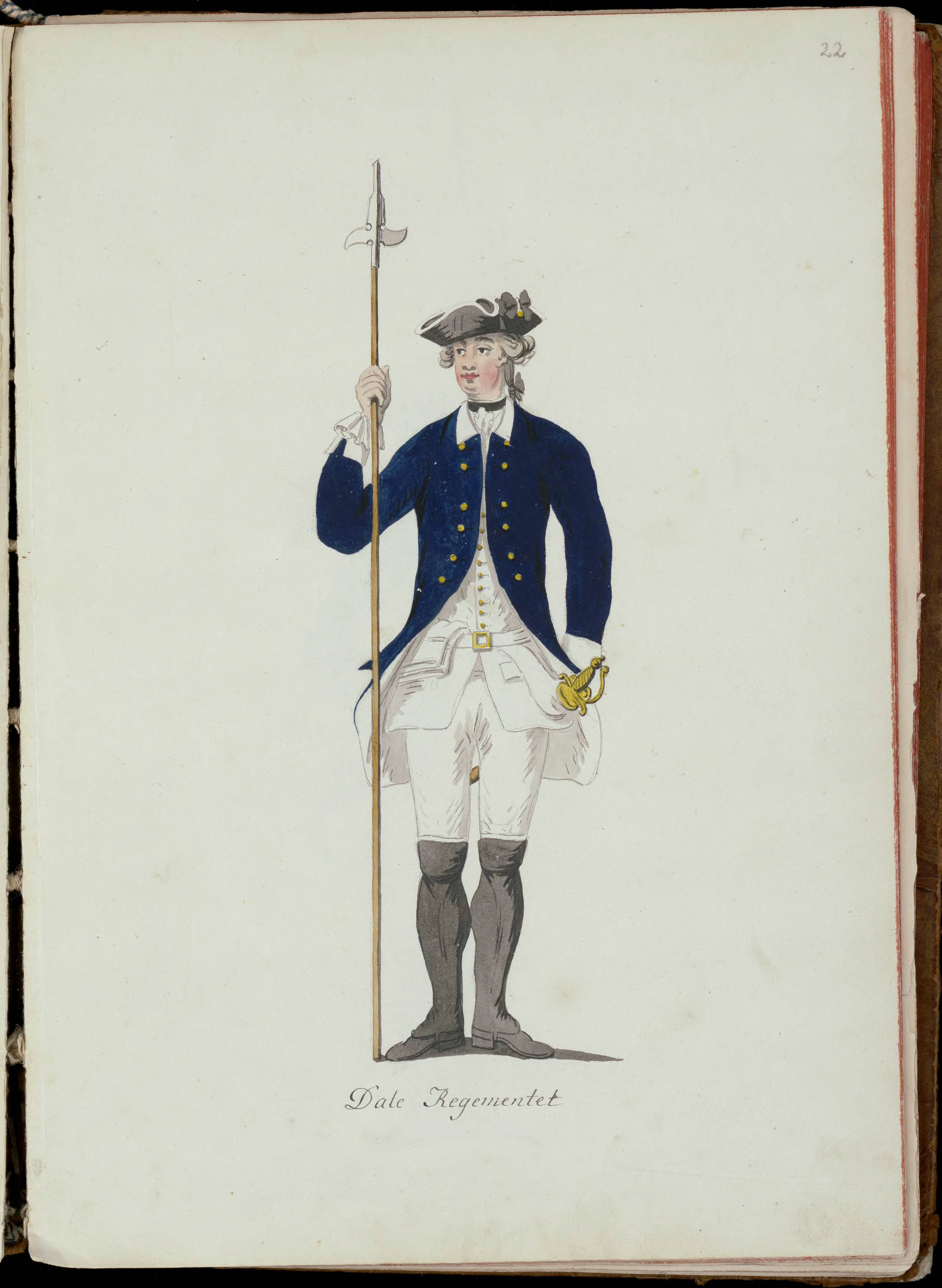
Uniform Modell 1765. Unteroffizier mit Kurzgewehr
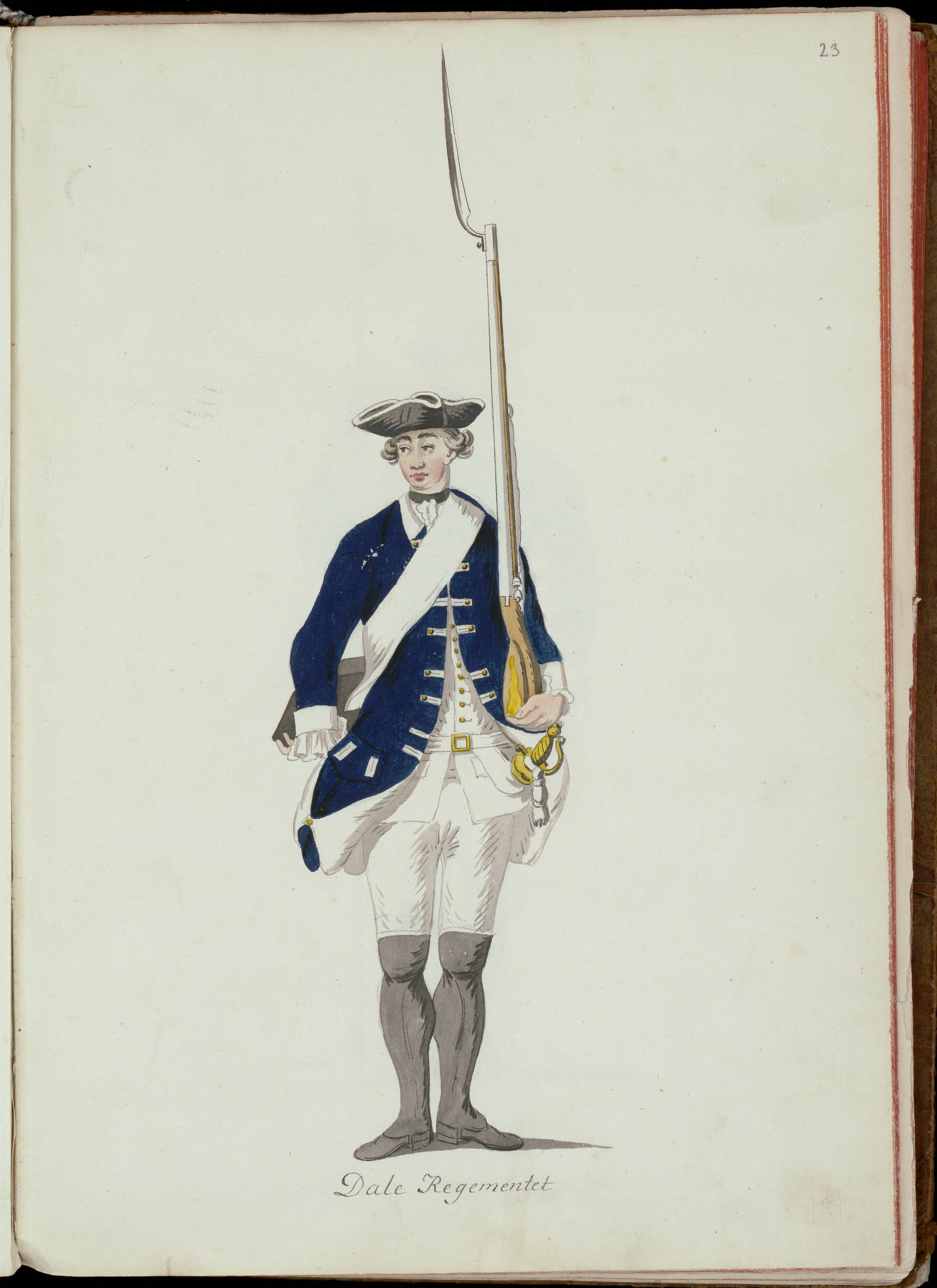
Uniform Modell 1765. Gemeiner mit Muskete.
Uniform Modell 1779. Links: Offizier. Rechts: Gemeiner.
Uniform Modell 1792, mit Hut Modell 1798.
Uniform Modell 1810/16, mit Tschako Modell 1815.
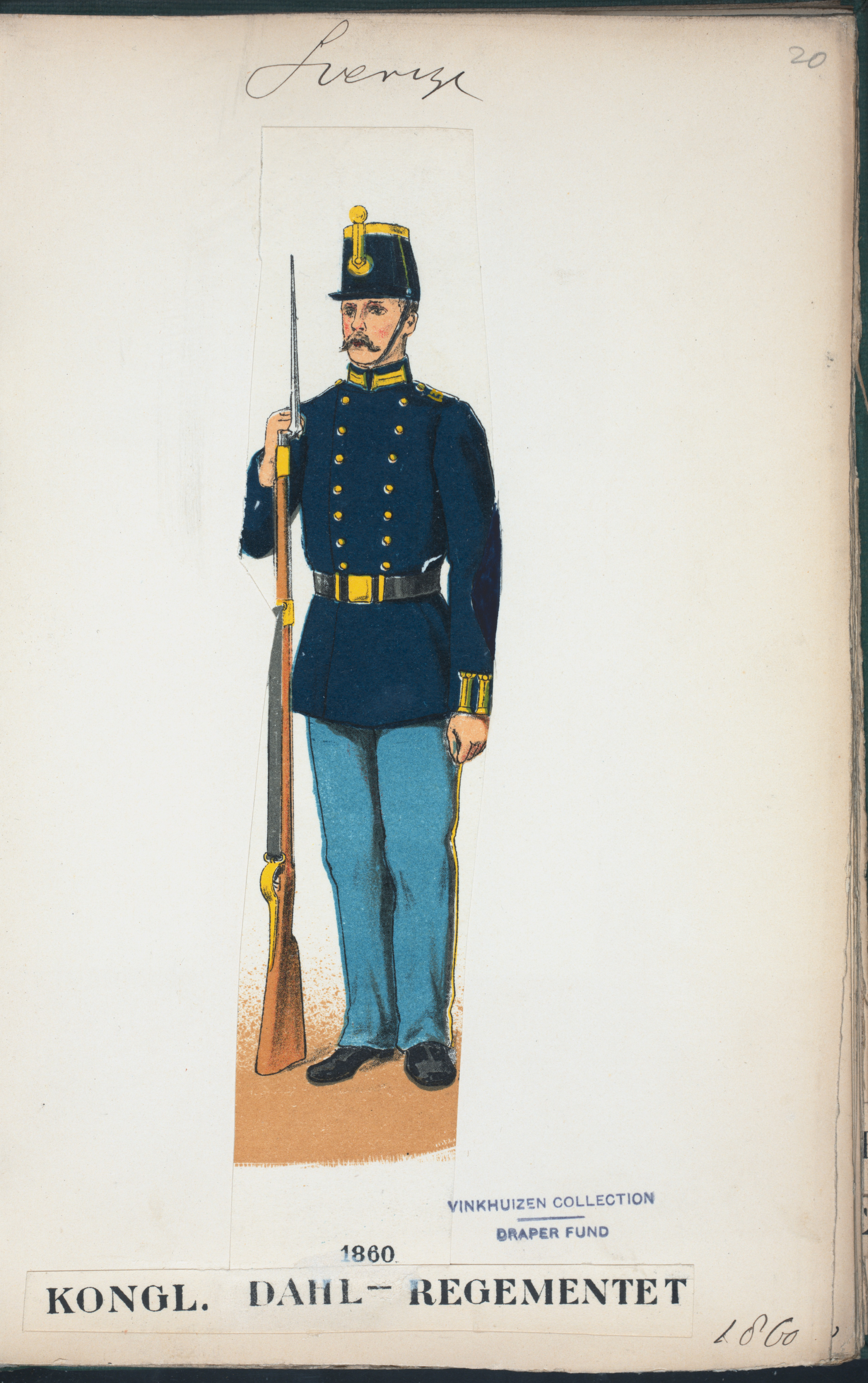
Uniform Modell 1860, mit Käppi Modell 1854.
Uniform Modell 1886.